# Jason Osborne
Jason Osborne (Mainz, 20 de março de 1994) é um remador e ciclista alemão, medalhista olímpico.

## Carreira
Osborne conquistou a medalha de prata nos Jogos Olímpicos de Verão de 2020 em Tóquio na prova de skiff duplo leve, ao lado de Jonathan Rommelmann, com o tempo de 6:07.29.